# Parataenius brunneus
Parataenius brunneus är en skalbaggsart som beskrevs av Schmidt 1922. Parataenius brunneus ingår i släktet Parataenius och familjen Aphodiidae. Inga underarter finns listade i Catalogue of Life.